# ハート (ディストリクト)
ハート（英語: Hart）は、イングランド南東部、ハンプシャーにある非都市ディストリクト。フリートに行政機能がある。1972年地方自治法によってフリート・ディストリクトとハートリー・ウィントニー・ディストリクトが合併して設立された。2017年の調査ではイギリスで最も住みやすい場所に選出された。
イギリス全土の中でも特に新しく開発された地域で、富裕層が多く暮らしている。全国的に行われた貧困度調査では貧困指数が最も低く、つまりは全国で最も裕福な地域とされている。
イギリスの銀行「ハリファクス」が毎年行なっている調査においても2011年から2015年までの5年間、イギリスで最も生活の質が高い場所とされた。この調査では雇用、住居、保健、犯罪、天候、交通アクセス、電波などの項目に分けて分析されている。この調査において2011年には住民の97％が健康であるとされ、これは全国平均より4割も高い結果となった。

## 地理
ハンプシャーの北端にあり、北側でバークシャー、南東部でサリーと接している。

### 隣接する自治体
- ハンプシャー
  - ラシュムア
  - イースト・ハンプシャー
  - ベイジングストーク・アンド・ディーン

- バークシャー
  - ウォキンガム（英語版）
  - ブラックネル・フォレスト（英語版）

- サリー
  - ウェイヴァリー（英語版）

## 政治
地方議会選挙は1年ごとに35議席の3分の1が改選され、4年に1度選挙が行われない年がある。2000年から2005年までは保守党が与党だったがその後2010年までは単独過半数を獲得する政党が現れなかった。その後2012年まで再び保守党が与党となったが、同年に再び過半数を割り込んだ。